# Oxystophyllum moluccense
Oxystophyllum moluccense là một loài thực vật có hoa trong họ Lan. Loài này được (J.J.Sm.) M.A.Clem. mô tả khoa học đầu tiên năm 2003.